# Friedrich Hartmann (Maler)
Friedrich Hartmann (* 30. Mai 1912 in Siegen, Westfalen; † 15. Dezember 2000 in Gildehaus, Grafschaft Bentheim) war ein deutscher Maler.

## Leben und Werk
Hartmann wuchs in Mülheim/Ruhr auf, wo er sein Abitur ablegte, um anschließend an der Kunstakademie in Düsseldorf Architektur und Malerei zu studieren. Nachdem er einige Jahre als Dozent an der Folkwangschule in Essen tätig war, führten ihn private Kontakte in die Grafschaft Bentheim, wo er sich 1948 in Gildehaus niederließ. In den wirtschaftlich schwierigen Nachkriegsjahren war es schwer, Käufer für Bilder zu finden, so dass Hartmann in dieser Zeit viele seiner auf Holz oder Spanplatten aufgetragenen Ölgemälde gegen Naturalien tauschte und die Werke daher gern „Speckbilder“ nannte. 
Hartmann richtete sich im Mühlenstumpf der in den letzten Tagen des Zweiten Weltkriegs in Brand geschossenen und eigentlich zum Abriss bestimmten Westmühle in Gildehaus ein Atelier ein, nannte sie Lukasmühle und lebte dort in den ersten Jahren auch mit seiner fünfköpfigen Familie. Er ließ die Ruine mit einem flachen Dach versehen, den er mit einem regenabweisenden Ölfarbanstrich versah. Auf die Außenmauer malte er übermannsgroße Bild des Evangelisten Lukas, der als Patron der Maler und Künstler gilt. Hartmann führte ein offenes Atelier und lebte als freischaffender Maler vom Verkauf seiner Werke.
Bei aller Breite seiner künstlerischen Tätigkeit entwickelte er als Maler einen sehr eigenen Stil. Er schuf überwiegend Ölgemälde und Aquarelle sowie Bilder in Beize oder Kreide, wobei zumeist erdfarbene Töne vorherrschten und die von der besonderen Spannung zwischen Licht und Dunkelheit lebten. Seine Ölfarben mischte er aus Erde und Mineralien selbst. Bekannt wurde er vor allem durch eine von ihm entwickelte Technik des Holzbeizens. Neben Heimatmotiven aus der Grafschaft Bentheim, wie dem Gildehauser Venn und der Burg Bentheim, Kloster Frenswegen und Burgruine Lage oder Bauernhöfen und Landschaftsansichten, griff er Motive aus dem Münsterland, Ostfriesland, Schleswig-Holstein, der Eifel oder dem Bodensee auf, die ihm auf seinen zahlreichen Reisen begegneten. Seine Reisebilder pflegte er viele Jahre lang jeweils an einem Adventssonntag im Gemeindezentrum der evangelischen Kirche in Gronau vorzustellen.
Daneben interessierten ihn geschichtlichen Themen. Vor allem der Stauferzeit mit ihren Königspfalzen, Burgen und Kirchen zwischen Hohenstaufen und Apulien, Wimpfen und Sizilien widmete er eine Reihe von Werken. In anderen Bildern setzte er mystische, mythologische und religiöse Themen um.
Neben der Malerei schuf er eine Reihe von Mosaikarbeiten und machte er sich auch als Restaurator religiöser Kunst und Kirchenmaler einen Namen. Kirchengemeinden aller Konfessionen waren seine Auftraggeber. Zu seinen Werken gehören unter anderem die Fensterreihen in der Kapelle des früheren Marienkrankenhauses in Nordhorn, Malereien der Friedhofskapelle in Gildehaus oder ein großes Triptychon in der lutherischen Christophoruskirche in Schüttorf. An Plastiken sind vor allem der in großer Zahl verbreitete Bronzeguss des Herrgotts von Bentheim sowie die fast mannshohen Bronzeleuchter in der evangelisch-reformierten Kirche in Gildehaus oder das Denkmal für die Kriegstoten auf dem Friedhof in Emlichheim zu nennen.

## Friedrich-Hartmann-Museum

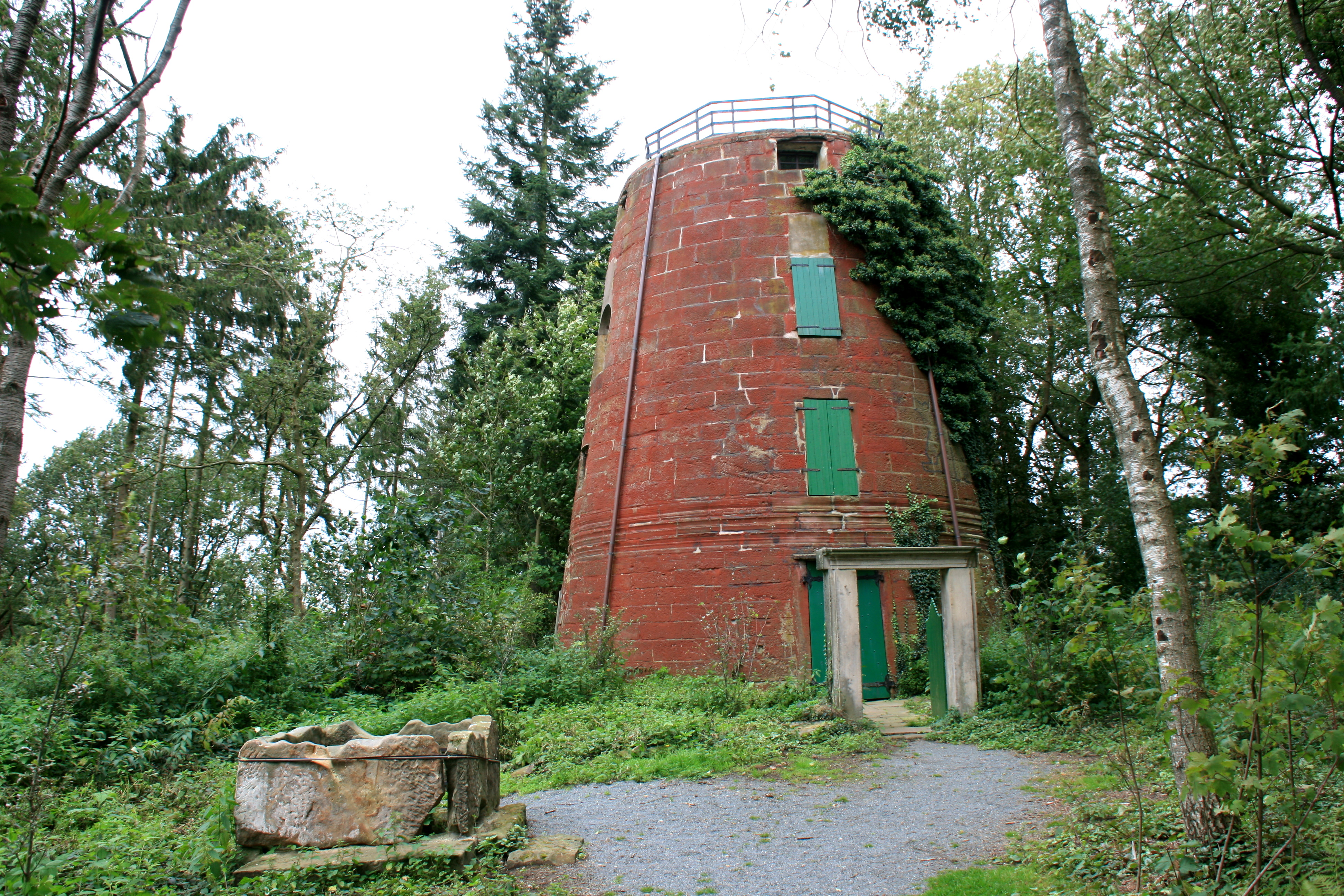
Lukas-Mühle in Gildehaus

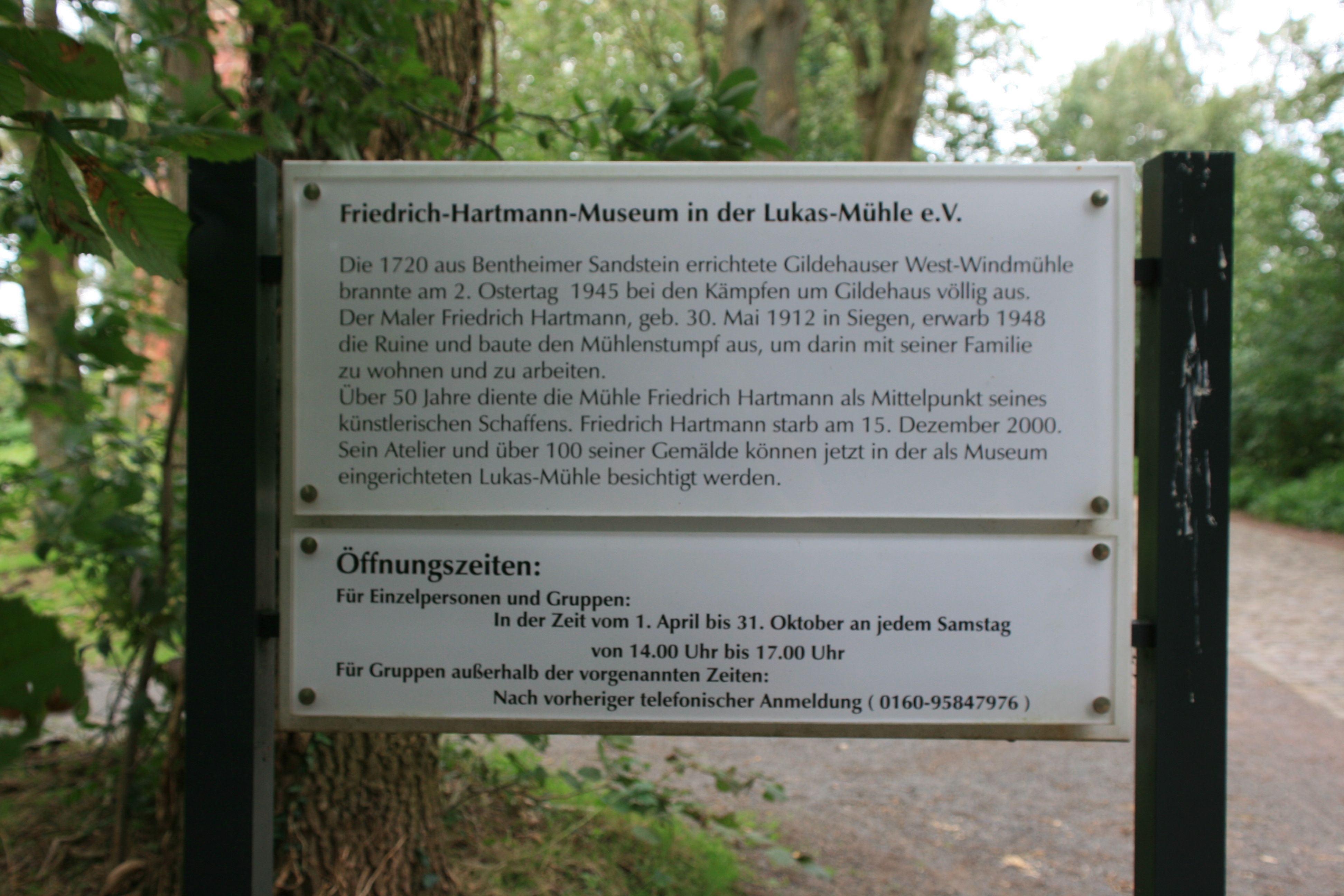

Friedrich Hartmann hatte testamentarisch festgelegt, dass die Lukasmühle in der von ihm hinterlassenen Form mit seinem Atelier und einer Gemäldesammlung aus seinem künstlerischen Schaffen als Museum der Öffentlichkeit erhalten bleiben soll. 2001 gründete sich der Verein Friedrich-Hartmann-Museum in der Lukasmühle e.V., der seither ein Museum in der Lukasmühle betreibt, das mehr als 100 Exponate Hartmanns zeigt. 
Daneben hat sich der Verein zum Ziel gesetzt, alle von dem Künstler gefertigten Werke zu erfassen und aufzulisten. Bislang konnten rund 1.600 Werke, wie Gemälde, Zeichnungen, Gestaltung sakraler Räume oder sonstige Kunstgegenstände in einem Werkverzeichnis erfasst worden.